# Robotpilóta

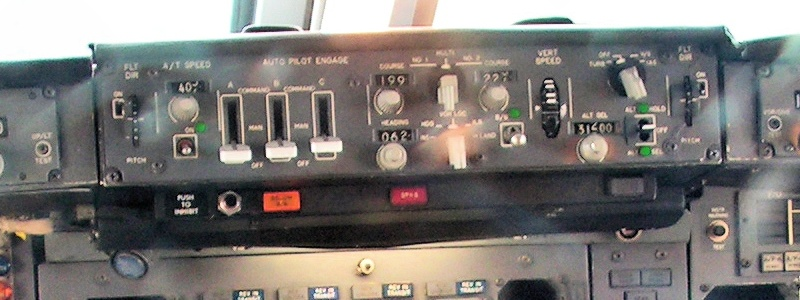
Boeing 747 robotpilóta irányító panelje

A robotpilóta alatt általában légi jármű fedélzeti irányító rendszerét értjük, ami a pilóta által megadott paraméterekkel automatikusan vezeti a járművet. A paraméterek többnyire a magasság, sebesség és az irányszög, de fejlettebb rendszerek lehetővé teszik koordinált forduló, emelkedés vagy süllyedés végrehajtását is. Némely robotpilóta automatikus fel- és leszállásra, valamint a gép bármely helyzetből vízszintes repülési helyzetbe való visszaállítására is képes. A robotpilótával szemben fontos követelmény a megbízható működés, amit a legfontosabb szerkezeti elemek, műszerek, alkatrészek többszörös kialakításával és önellenőrző rendszer alkalmazásával érnek el. A robotpilóta alkalmazásának előfeltétele a légi járművön a giroszkóp használata, amely révén a jármű háromdimenziós helyzete minden pillanatban meghatározható és folyamatosan ismert adat.
A robotpilótára a köznyelvben gyakran a "George" becenévvel hivatkoznak ( pl.: "Hagyjuk egy kicsit George-ot repülni"). Az elnevezés eredete ismeretlen, bár bizonyos vélemények szerint a feltalálója, az amerikai George De Beeson nevéből származik, aki 1931-ben szabadalmazott egy robotpilótát. Egy másik nézet szerint a becenév a második világháború idejéből származik, az angol Royal Air Force pilótáitól, akik viccesen George-nak becézték a robotpilótát, arra utalva, hogy a gép, amin repülnek, VI. György király tulajdona.

## A kezdetek

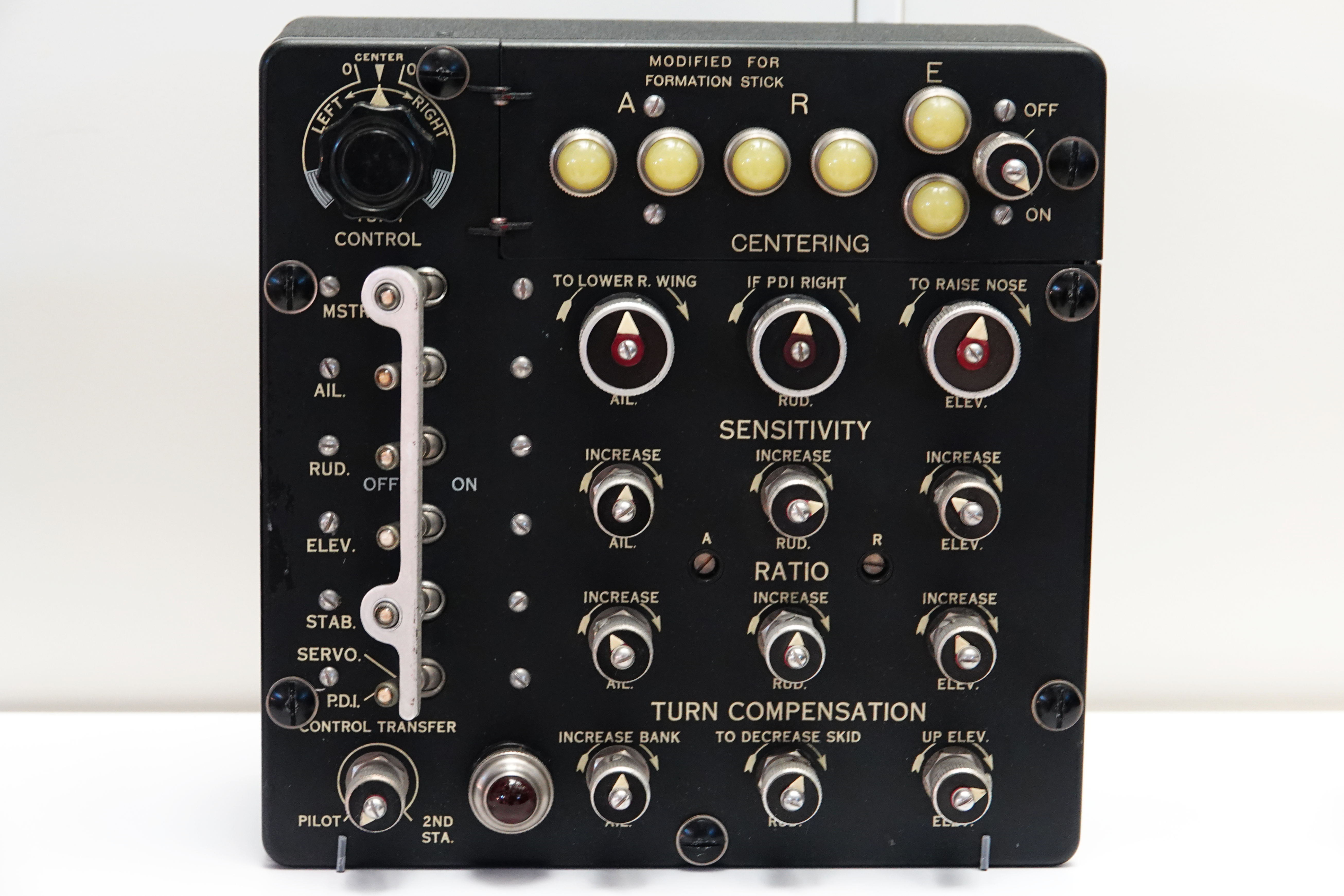
Második világháborús Honeywell C-1 típusú robotpilóta irányítópanel

A repülés korai időszakában, a különböző légi járművek a pilóta folyamatos figyelmét igényelték a biztonságos repüléshez. Ahogy a légi járművek hatótávolsága megnőtt, ezzel lehetőséget biztosítva a több órás repülésekre is, a folyamatos figyelés komoly kihívássá vált a pilóták számára. A robotpilóta arra lett megalkotva, hogy a átvegyen néhány feladatot a pilótától. 
Az első repülőgép robotpilótát a Sperry Corporation alkotta meg 1912-ben. Az első robotpilóta egy giroszkópikus irányjelzőt (HI) és magasságmérőt kapcsolt össze hidraulikusan működtetett magassági és oldalkormánnyal. ( A csűrők még nem voltak ehhez a korai változathoz csatolva.) A rendszer lehetővé tette az egyenes vonalú egyenletes repülést a pilóta beavatkozása nélkül, ezzel nagyban megkönnyítve a pilótára háruló feladatokat. 
Lawrence Sperry ( a Sperry Corporation alapítójának, a híres feltaláló Elmer Sperry fia) 1914-ben mutatott be először robotpilótás repülést egy Párizs-i repülés biztonsági versenyen. Sperry a robotpilóta megbízhatóságát úgy demonstrálta, hogy repülés közben kezeit a kormányoktól távol a nézők számára jól látható helyen tartotta. A háború után, fia Elmer Sperry Jr. és Capt Shiras folytatták ennek a robotpilótának a fejlesztését és 1930-ban leteszteltek egy még összetettebb robotpilóta rendszert amely képes volt megtartani egy repülőgép repülési irányát és magasságát három órán keresztül.  
A következő nagy előrelépés 1947-ben, az Amerikai Légierő C-53 típusú repülőgépével történt, amely fel és leszállást is beleértve végrehajtott egy repülést az Atlanti-óceán felett teljesen robotpilóta irányítással.   

## Modern robotpilóták
Nem minden utasszállító repülőgépnek van robotpilóta rendszere, a régebbi és kisebb repülőgépek még napjainkban is kézi vezérlésűek, csakúgy mint a kisebb légitársaságok 20 ülésnél kevesebbel rendelkező gépei mivel ezek rendszerint rövid távokat repülnek két pilótával a fedélzeten. Azonban a 20 férőhelyesnél nagyobb repülőgépekbe ma már kötelező a robotpilóta beépítése. 
Irányítás alapján három különböző típusú robotpilótát különböztetünk meg. Az egy-tengelyes robotpilóta a gépet csupán a hossztengely körüli mozgatásában irányítja. A két-tengelyes robotpilóta már képes a gépet a kereszttengelye körül is mozgatni, így a bólintó mozgásokra is, ugyanakkor a fedélzeti rádiórendszerektől kapott jel alapján felszállás után helyesbítésre is képes. A három-tengelyű robotpilóta már a repülőgép  függőleges tengely körüli mozgatásait is képes vezérelni.
A modern repülőgépekben már mind három-tengelyű robotpilóták működnek, amelyek a repülést különböző fázisokra osztják, mégpedig: taxi, felszállás, emelkedés, cirkálás (szint repülés), süllyedés, megközelítés és leszállás. Léteznek robotpilóták amelyek már a taxi és felszállás fázisok kivételével mindent automatikusan végre tudnak hajtani, beleértve a megközelítést és a landolást is ezt "Autoland" folyamatnak nevezzük, ilyenkor a robotpilóta az ILS ( műszeres leszállító berendezés) segítségével hajtja végre a leszállást. 
Napjaink a robotpilóták számítógépes szoftvereket használnak a repülőgépek irányításához. A szoftver leolvassa a repülőgép aktuális helyzetét és az alapján irányítja a kormány berendezéseket. Az ilyen, számítógépes rendszerekkel működő robotpilóták már a kormányokon kívül a hajtóműveket is irányítják, így növelhetik vagy csökkenthetik a tolóerőt a megfelelő sebesség elérése érdekében. A még fejlettebb robotpilóta rendszerek egy további belső irányítórendszerrel is el vannak látva amely már úgymond 6 dimenzióban irányítja a gépet. Ez a 6 dimenzió nevezetesen a repülőgép hosszanti, keresztirányú és függőleges tengelyei, a magasság, valamint a föld szélességi és hosszúsági körei. Egy ilyen összetett rendszer már hibaelemzést is végez, ez a hibaelemzés giroszkópikus alapon történik percenként egyszer.